# Madeleine Renaud
Pour les articles homonymes, voir Renaud (homonymie).
Cet article concerne une actrice française. Pour l'athlète française, voir Madeleine Renaud (athlétisme).
Madeleine Renaud, née le 21 février 1900 à Paris 16e et morte le 23 septembre 1994 à Neuilly-sur-Seine, est une actrice française.

## Biographie

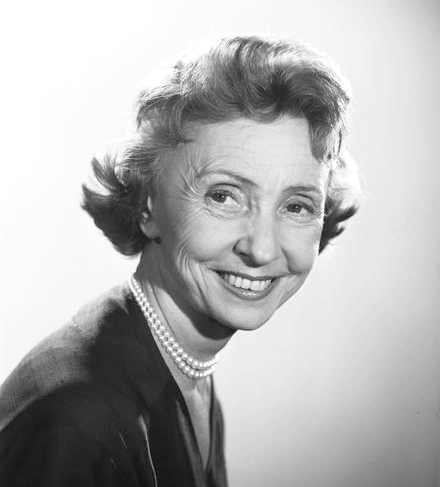
Madeleine Renaud en 1956 (Studio Harcourt).

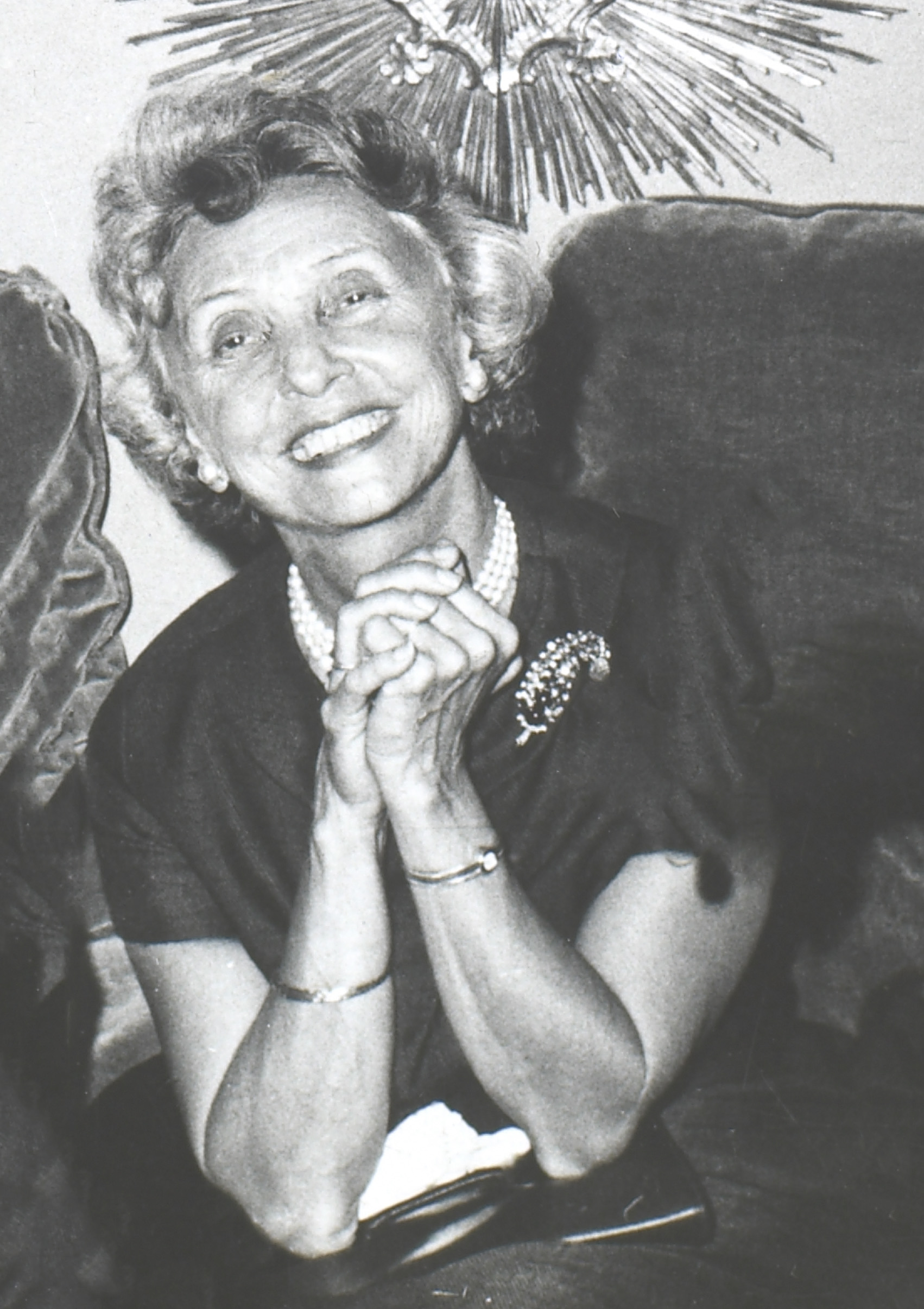
Madeleine Renaud en visite au Brésil (1961).

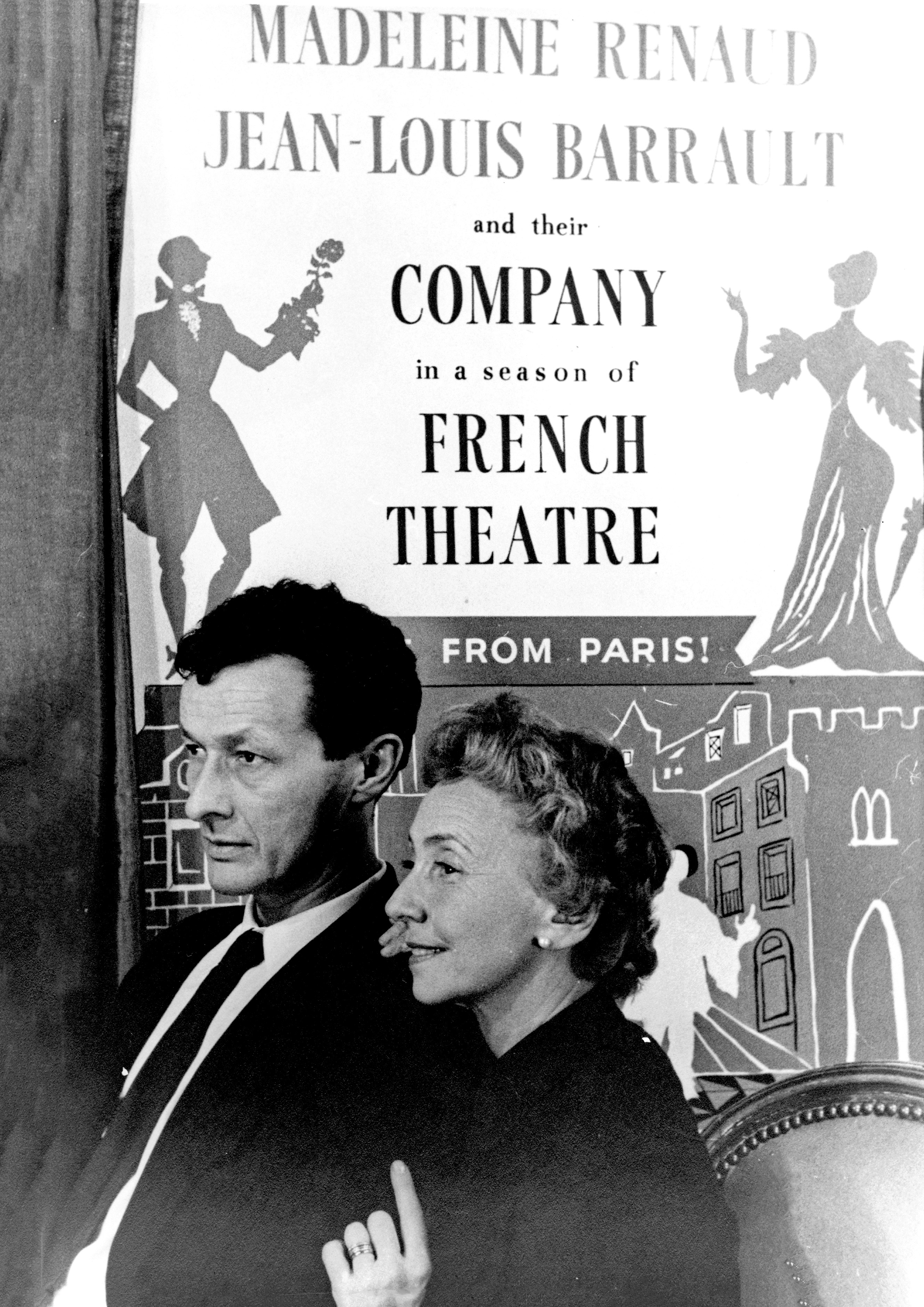
Madeleine Renaud et Jean-Louis Barrault.

Issue d'un milieu bourgeois, Lucie Madeleine Renaud est la fille de Louis Paul Renaud, ingénieur, et Anne Pauline Lucie Derigon. Elle est élève au lycée Racine (Paris). Elle entre à la prestigieuse Comédie-Française à l'âge de 21 ans, par désir d'avoir un métier et d'être indépendante. Elle épouse en 1922 le comédien Charles Granval avec lequel elle a un fils, Jean-Pierre Granval. Sur les planches, elle joue le plus souvent des rôles d'ingénue. Sa notoriété s'accroît avec l'avènement du cinéma parlant.
En 1936, elle rencontre lors du tournage du film Hélène l'acteur et metteur en scène Jean-Louis Barrault, qui deviendra son second mari le 5 septembre 1940. En 1943, ils collaborent sur la création du Soulier de satin de Paul Claudel, qu'il met en scène.
Après avoir interprété 127 rôles, elle quitte la Comédie-Française en 1946 pour fonder avec son mari la Compagnie Renaud-Barrault, qui loge au théâtre Marigny. 
En 1959, son mari accède au poste de directeur du théâtre de l'Odéon-Théâtre de France, qu'il devra quitter après les événements de mai 1968. La compagnie déménage dans ce théâtre. 
La comédienne crée la Winnie de Oh les beaux jours de Samuel Beckett en 1963, rôle qu'elle endossera jusqu'à la fin de sa carrière. Elle joue Jean Genet, Marguerite Duras, François Billetdoux.
À partir de 1968, la compagnie Renaud-Barrault déménage à nouveau et s'installe à l'Élysée Montmartre, boulevard Rochechouart. Madeleine Renaud s'éloigne un temps de la Compagnie pour jouer aux côtés de Claude Régy dans L'Amante anglaise de Marguerite Duras. Puis elle est Maude dans Harold et Maude, rôle qu'elle tiendra longtemps, après l'installation de la Compagnie dans l'ancienne gare d'Orsay, puis au théâtre du Rond-Point.

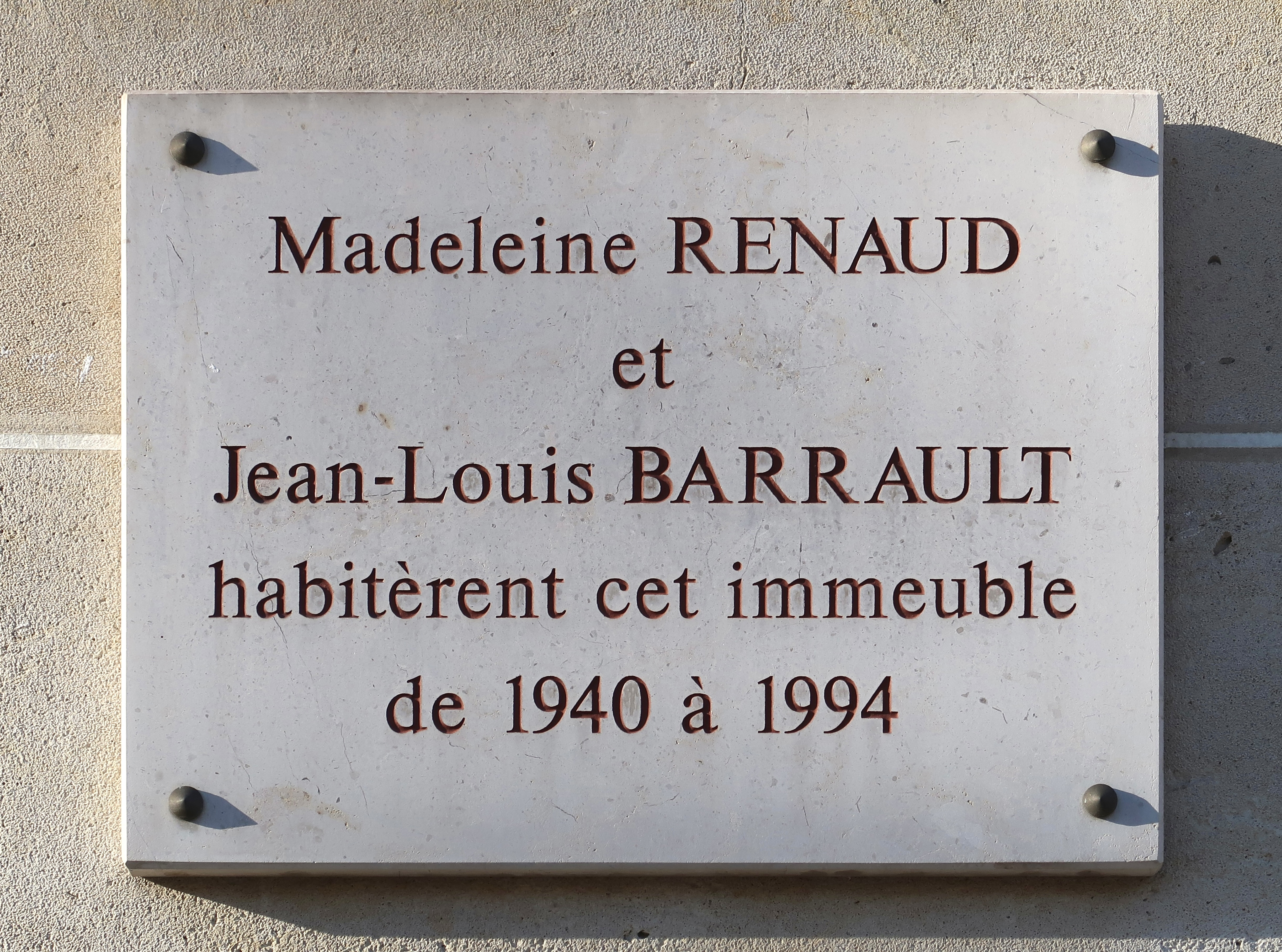
Plaque au 18, avenue du Président-Wilson (Paris).

De 1940 à 1994, elle vit avec Jean-Louis Barrault au 18, avenue du Président-Wilson (16e arrondissement de Paris). Une plaque commémorative leur rend hommage.
Madeleine Renaud meurt en 1994 à l'hôpital américain de Neuilly-sur-Seine, sept mois après son époux Jean-Louis Barrault, elle est inhumée auprès de lui au cimetière de Passy (Paris).
Elle est la tante, par alliance, de l'actrice Marie-Christine Barrault et la grand-tante de l'historien Antoine Boulant.

## Filmographie

### Cinéma
- 1922 : Molière, sa vie, son œuvre de Jacques de Féraudy (documentaire) : elle-même
- 1922 : Vent debout de René Leprince
- 1926 : La Terre qui meurt de Jean Choux : Roussille Lumineau
- 1931 : Jean de la Lune de Jean Choux : Marceline
- 1931 : La Couturière de Lunéville de Harry Lachman : Anna Tripied / Irène Salvago
- 1931 : Serments de Henri Fescourt : Maria
- 1931 : Mistigri d'Harry Lachman : Nell "Mistigri" Marignan
- 1932 : La Belle Marinière de Harry Lachman : Marinette
- 1933 : Boubouroche de André Hugon (moyen métrage) : Adèle
- 1933 : Le Tunnel de Curtis Bernhardt : Mary MacAllan
- 1933 : Le Voleur de Maurice Tourneur: Marise Voisin
- 1933 : Primerose de René Guissart : Primerose
- 1933 : La Maternelle de Jean Benoît-Lévy : Rose
- 1934 : Maria Chapdelaine de Julien Duvivier : Maria Chapdelaine
- 1934 : Un soir à la Comédie-Française de Léonce Perret (court métrage documentaire) : elle-même
- 1935 : La Marche nuptiale de Mario Bonnard : Grâce de Plessans
- 1936 : Les Petites Alliées de Jean Dréville : Célia
- 1936 : Les Demi-vierges de Pierre Caron : Jeanne de Chantel
- 1936 : Hélène de Jean-Benoît Lévy et Marie Epstein : Hélène Wilfur
- 1936 : Cœur de gueux de Jean Epstein : Claude
- 1937 : L'Étrange Monsieur Victor de Jean Grémillon : Magdeleine Agardanne
- 1940 : Remorques de Jean Grémillon : Yvonne Laurent
- 1943 : Lumière d'été de Jean Grémillon : Cricri
- 1943 : L'Escalier sans fin de Georges Lacombe : Emilienne Périer
- 1943 : Le ciel est à vous de Jean Grémillon : Thérèse Gauthier
- 1944 : De Jeanne d'Arc à Philippe Pétain de Sacha Guitry : récitante
- 1951 : Le Plaisir de Max Ophüls - segment La Maison Tellier : Julia Tellier
- 1960 : Le Dialogue des carmélites de Raymond Léopold Bruckberger et Philippe Agostini : la première prieure
- 1962 : Le Jour le plus long (The Longest Day) de Ken Annakin, Andrew Marton et Bernhard Wicki : la mère supérieure
- 1968 : Le Diable par la queue de Philippe de Broca : la marquise
- 1971 : L'Humeur vagabonde d'Édouard Luntz : la mère de Benoît
- 1972 : La Mandarine d'Édouard Molinaro : Madame Boulard, dite « Mémé Boule »
- 1976 : Des journées entières dans les arbres de Marguerite Duras : la mère
- 1988 : La Lumière du lac de Francesca Comencini : la grand-mère

### Télévision

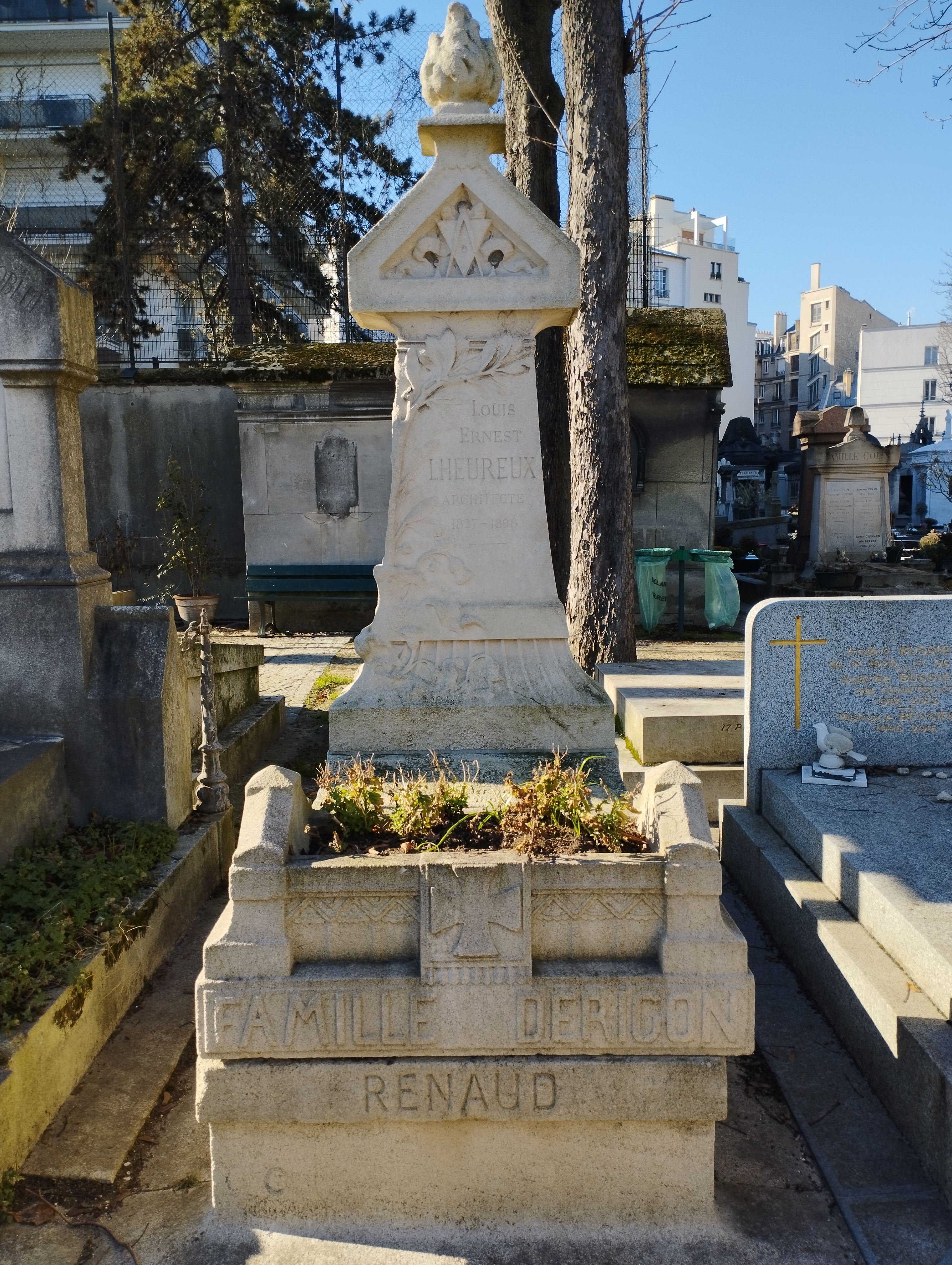
Tombe de Jean-Louis Barrault et Madeleine Renaud au cimetière de Passy (division 3).

- 1964 : La Confidence fausse de Marivaux, réalisation Jacques-Gérard Cornu
- 1974 : Les Enquêtes du commissaire Maigret, épisode : Maigret et la grande perche de Claude Barma
- 1976 : Christophe Colomb de Jean-Paul Carrère : Isabelle la Catholique
- 1978 : Harold et Maude  de Jean-Paul Carrère : Maude
- 1982 : Le Soulier de satin d'Alexandre Tarta : Dona Honoria
- 1983 : Jean-Louis Barrault, un homme de théâtre de Muriel Balasch (documentaire, participation)
- 1984 : Lettres d'une mère à son fils de Georges Bensoussan : la mère
- 1985 : C'était comment déjà d'Hervé Baslé : Mme Lescot
- 1990 : Oh ! Les beaux jours d'Alexandre Tarta : Winnie

## Théâtre

### Comédie-Française
- Entrée à la Comédie-Française en 1921
- Sociétaire de 1928 à 1945
- 374e sociétaire

## Distinctions

### Décorations
- Grand-croix de l'ordre national du Mérite (1993)[7] ; 
  - Nommée grand officier en 1979, médaille reçue le 30 novembre 1983[8]
- Officier de l'ordre des Arts et des Lettres (1957) – Madeleine Renaud-Barrault et Jean-Louis Barrault ont été tous deux nommés directement officiers, lors de la toute première promotion de l'ordre le 24 septembre 1957[9].

### Récompenses
- Grand prix du cinéma français 1934 pour Maria Chapdelaine[10].
- Prix du Syndicat de la critique 1964 : meilleure comédienne pour Oh les beaux jours
- Grand Prix national du théâtre 1972